# ادمیر آگانوویچ
ادمیر آگانوویچ (انگلیسی: Admir Aganović؛ زادهٔ ۲۵ اوت ۱۹۸۶) بازیکن سابق فوتبال اهل بوسنی و هرزگوین است که در پست مهاجم بازی می‌کرد.
وی در تیم‌های ملی فوتبال زیر ۱۹ سال بوسنی و هرزگوین، یوفا، زیر ۲۱ سال بوسنی و هرزگوین، و بوسنی و هرزگوین بازی کرده است.